# Filin
El término filin es una versión españolizada del vocablo inglés "feeling", que en su raíz etimológica significa "sentimiento". 
Se ha convertido en una palabra utilizada en musicología relacionada habitualmente con una corriente de la canción romántica surgida en La Habana, Cuba, en la década de los años cuarenta del siglo XX, y luego en México. 

## Contexto
Al mencionar el filin se piensa en algunas obras famosas de los compositores cubanos José Antonio Méndez y César Portillo de la Luz, como pueden ser: Novia mía, La gloria eres tú, Contigo en la distancia, Tú mi Delirio y otras, que por sus características genéricas musicales tienden a interpretarse en una conjugación entre la trova, la cromática jazzística y el bolero. Es la primera imagen sonora que aparece en nuestra conciencia musical gracias al conocimiento que tenemos de esas obras. La expresión constituye un proceso más profundo, cuya génesis y desarrollo descansa, se consolida y evoluciona dentro de un conjunto de elementos antecedentes, permanentes y continuadores de la tradición musical cubana. 

## Orígenes del movimiento
El filin surge en el contexto de una especie de peña artística bohemia formada por un grupo de compositores e intérpretes influenciados por la trova, el estilo crooning del jazz y el bolero, que se reunían sistemáticamente en la residencia de un conocido trovador, Tirzo Díaz, en el barrio Centro Habana  de La Habana, donde se extiende una callejuela denominada Callejón de Hammel. Esa circunstancia no es excepcional ni extraordinaria, la canción popular cubana ha tenido como común denominador entre muchos otros aspectos- la tendencia a reunir grupos de creadores que se juntan alrededor de intereses comunes de tipo estético-musical-literario. Los lugares de reunión, las acciones recreativas y socioculturales en peñas, cafés y casas de amigos, han contribuido en diferentes épocas, a la cohesión de grupos de autores-intérpretes –o cantautores como en ocasiones hoy día se les denomina-- con propósitos creativos afines. En Cuba, ha aflorado este fenómeno, no sólo en varios periodos de la historia de su cancionística, sino también en diferentes ciudades del país, sobre todo aquellas que constituyen los más influyentes focos de asentamiento de la canción, debido a factores  históricos, culturales y socioeconómicos de importancia, en la conformación de un ambiente propicio a la creación. Así han aparecido grupos en Santiago de Cuba,  Sancti Spíritus y La Habana, para señalar algunos de los más relevantes. Aunque estas peñas no son únicamente privativas de Cuba, pues en otros lugares del continente se encuentran casos similares, por ejemplo la Trova Yucateca que se manifestaba en residencias de amigos y cafés, en la ciudad de Mérida.
La historia de la música cubana nos presenta grupos de estas características desde los primeros autores de boleros en la trova tradicional cubana. La eminente musicóloga cubana María Teresa Linares dice que  “Sindo Garay, que se inició en Santiago de Cuba con Pepe Sánchez, compartía con éste el ambiente de serenatas y canturías… Manuel Corona se reunía en tertulias familiares con otros creadores y gustaba de realizar contestaciones”. Algo parecido a esto, que ocurría en el Oriente de Cuba, tenía lugar en la ciudad de Sancti Spíritus, al centro del país, donde el trovador espirituano Juan de la Cruz Echemendía funda en 1892 el Club o Sociedad "La Yaya" y se convierte en el promotor de la trova espirituana. Su peña musical se convierte en una especie de escuela de trovadores. También, numerosos sitios en La Habana constituyeron un fiel testimonio del quehacer artístico de los trovadores que buscaban sus afinidades estéticas y se agrupaban con esos objetivos. Así se fueron creando grupos de creadores que llegaron con el tiempo a alcanzar la categoría de movimientos. Ese fue el caso del filin, o posteriormente el de la Nueva Trova, que según el investigador Leonardo Acosta “surgió espontáneamente, de la iniciativa de un grupo de creadores en un principio aislados que, por razones de época, lugar e ideología, expresaban inquietudes comunes; pero que fue haciéndose primero colectivo, y luego masivo”. Su génesis fue La Habana y se fue extendiendo a todo el país, en este caso, a diferencia del filin el movimiento nuevo trovadoresco, por determinadas circunstancias específicas se institucionalizó y se establecieron Casas de la Nueva Trova en muchas ciudades de Cuba.
Hoy día han desaparecido y en su lugar están las Casas de la Trova, donde se presenta todo el espectro de la canción y el bolero. Precisamente, la mayoría de esas Casas está ubicada en los centros trovadorescos antes mencionados y otros que han ido alcanzando notoriedad por sus actividades, tales como Holguín, Camagüey, Ciego de Ávila, Trinidad, Guanabacoa y otras ciudades.  Sin embargo, existe una continuidad  en el quehacer de la Nueva Trova que descansa en un segmento juvenil de trovadores que se ha dado en llamar la Novísima Trova, con una peña asentada en una casona, en el corazón de la Habana Vieja, que despliega actividades que denominan "A Guitarra Limpia", movimiento que lidera el destacado escritor y cineasta cubano, Víctor Casaus, vinculado también con el surgimiento de la anterior Nueva Trova.

## La guitarra y el Filin
Es este otro elemento común que facilita las afinidades estético-musicales y literarias en la canción cubana, es el instrumento que generalmente ha servido como medio de realización del acompañamiento armónico o rítmico-armónico. Este instrumento –característico por excelencia de la trova cubana- ofrece al autor-intérprete o al intérprete vocalista y su acompañante, la posibilidad de poder expresarse a plenitud, con un poco más de libertad –en dependencia del estilo y la época- y alcanzar los objetivos artísticos y emocionales que se proponen.  En un periodo del boom del filin en la década de los años sesenta del pasado siglo, se convirtió en una práctica habitual el que los cantantes más destacados de este estilo se hicieran acompañar de un guitarrista –desechando el acompañamiento de formatos instrumentales grupales-, en parte para poder actuar en escenarios más pequeños como los había en numerosos clubes nocturnos de La Habana y otras ciudades, pero sobre todo para aprovechar el timbre y las estructuraciones armónicas de la guitarra, que enriquecían las nuevas sonoridades del filin. En ese periodo sobresalieron excelentes guitarristas que hicieron una especialidad del acompañamiento a los cantantes de filin, como son los casos de Froilán Amézaga –acompañante de Elena Burke durante un periodo-, Martín Rojas –acompañante de Omara Portuondo-  y los hermanos Felito y Miguel Ángel Molina en Cienfuegos.
Posteriormente le sucedieron excelentes acompañantes, entre ellos Rey Montesinos, los hermanos mellizos Vidal y Silvio Tarín –acompañantes de Osdalgia Lesmes-, y otros. Hay que decir, que a partir de los planteamientos armónicos del filin, el acompañamiento dio un salto cualitativo en su modernización, pues comenzó a armonizarse en versiones más contemporáneas las canciones y boleros tradicionales utilizando las armonías propias del filin, lo cual dio la posibilidad de no siempre apelar las transparencias verticales características del bolero tradicional.

## Bolero y Jazz
Uno de los factores propiciadores del surgimiento de la canción filin es la existencia en diferentes momentos del siglo XX, de una interinfluencia entre la música cubana y la norteamericana, como en el jazz y la adopción del formato jazz band para la ejecución de la música popular cubana en todos sus géneros y a la orquestación para ese tipo de ensamble a diferencia de los formatos tradicionales cubanos.
La evolución hacia una armonía más moderna y su reflejo en la ejecución del piano, la guitarra y la instrumentación orquestal y vocal, resulta uno de los elementos decisivos en el acompañamiento a diferencia de la transparencia armónica más clásica de periodos anteriores.
La modernidad en el enfoque melódico de las expresiones vocales de conjunto y solista, y las formas de interpretación.
Al mismo tiempo y a la inversa se produce la presencia de elementos de la música cubana en el jazz, por intermedio de la rítmica, la adopción de algunos instrumentos de percusión y la interpretación de géneros característicos de Cuba en el contexto de la música norteamericana. 
Estos antecedentes crean las condiciones, constituyen el umbral musicológico para la aparición de expresiones contemporáneas en ambas direcciones. Recuérdese que coincidiendo en la misma década de los cuarenta, época en que aparece el filin en Cuba, se produce la eclosión del modern jazz en Estados Unidos y es en ese contexto que tiene lugar la fusión de la tumbadora o conga,  con la inclusión del destacado percusionista y compositor Luciano Chano Pozo en el conjunto de Dizzy Gillespie durante las presentaciones en el Town Hall de New York, que iniciaron la revitalización de los nuevos estilos del jazz, cuya evolución derivó en lo que hoy denominamos latin jazz.
En México, desde los años 40, ya existían figuras armónicas y melódicas complejas en las canciones de Gonzalo Curiel, y Posteriormente en las formas de ejecución en el requinto de Juan Neri en Los Tres Ases.
Desde la óptica del análisis musical, existen en el filin elementos que sobresalen comparativamente, en relación con otras modalidades de la canción cubana. Como resultado de las influencias de la música de origen norteamericano, ya mencionadas, la estructura armónica es menos transparente, se hace más densa en el aspecto vertical, pues  se complejizan las funciones armónicas del acompañamiento con acordes donde proliferan los de séptima de dominante, séptima disminuida, novenas mayor y menor, tónica con sexta añadida, tónica con séptima mayor, oncena, trecena y otras combinaciones armónicas intercaladas como interdominantes o dominantes auxiliares, según el centro tonal de la obra. También es muy característica la sucesión paralela de acordes, las progresiones y las secuencias  armónicas descendentes por medio tono. Estas estructuras son fundamentales en el filin y lo identifican nítidamente en ese aspecto. Al mismo tiempo, tienen semejanzas con expresiones armónicas que aparecen en el acompañamiento de la canción moderna norteamericana, como puede apreciarse, por ejemplo en la música interpretada por Ella Fitzgerald o en la época del  Nat King Cole Trío -For Sentimental Reasons, de W. Best y I. D. Watson, I´ll String Along With You, de H. Warren y A. Dubin, o Don´t Blame Me, de J. McHugh y D. Fields,  que  no es el Nat Cole conocido con posterioridad en sus interpretaciones más comerciales de finales de los años cincuenta o la década de los sesenta.
En correspondencia con la complejidad y la riqueza del planteamiento armónico, las líneas melódicas del filin se caracterizan por permitir una flexibilidad interválica, en la cual ocurren, como parte del estilo interpretativo y expresivo-sentimental que pone el cantante – feeling-, oscilaciones y saltos interválicos con tendencia marcada a la disonancia, retardos de segunda menor tanto ascendentes como descendentes, y distintos movimientos melódicos de la voz, en un marco de inestabilidad tonal muy cercano al cromatismo. Esta sonoridad armónica y melódica moderna, propicia “decir” la música con el carácter psico-emocional que tipifica el filin.
El filin constituyó un momento crucial en el proceso de desarrollo de la cancionística cubana y en la evolución histórica del bolero. Con la aparición del filin, el bolero –y lo hacemos extensivo a toda la canción- experimentó cambios armónicos, melódicos, estructurales, expresivos y de contenido literario, que lo condujeron a una modernización de alcances revolucionarios en su concepción estética. Hemos explicado como transcurren algunos elementos desde el punto de vista armónico y melódico, pero los textos literarios también toman un sendero de inusitadas imágenes literarias que se conjugan con las nuevas  imágenes sonoras. Textos como los utilizados por Marta Valdés en su canción En la imaginación, popularizada por ese maravilloso intérprete del filin que fue Vicentico Valdés, o la obra poco conocida de César Portillo de la Luz , en su propia interpretación , y que lleva por título Canción existencialista, apuntan hacia temáticas filosóficas. A partir del filin el bolero fue otro, tanto desde el punto de vista composicional, como interpretativo. Ello implica la existencia de posiciones polémicas, pues hay quienes consideran al filin un género en sí, y no una modalidad más moderna del bolero. Algunos musicólogos coinciden con esta última definición. El destacado investigador Helio Orovio, recientemente fallecido, era del criterio de que “aun cuando las canciones filinescas posean libertad interpretativa en lo formal, están sujetas a la posibilidad de ceñirlas a un esquema rítmico fijo, y entonces funcionan como boleros…”.
El hecho de estar las obras enmarcadas en una métrica binaria, en compás de dos por cuatro y transcurrir en un tempo de canción, las acerca al bolero cuando se ejecutan con ritmo estable. El investigador cubano residente en Puerto Rico Cristóbal Díaz Ayala, ha expresado,  “Como somos pueblo de paradojas, el feeling es un nombre americano para una cosa muy cubana; es cierto que tiene sus bases en el jazz, pero de él tomó solamente lo que necesitaba para inventar algo nuevo. Toda nuestra música tiene un fuerte substrato rítmico, aun en Sánchez de Fuentes o Lecuona. Esta tendencia a lo rítmico no la perdieron tampoco los compositores de los años cuarenta aun en sus más románticos boleros…”.
Otro aspecto armónico interpretativo de importancia en el desarrollo del filin, lo encontramos en la ejecución de los conjuntos vocales, con un peso decisivo en los cuartetos, los cuales han mostrado una marcada preferencia en la cancionística con las obras de los compositores de esta modalidad del bolero –gracias a las estructuras armónicas propias del filin, que permiten el lucimiento del conjunto de voces desde el punto de vista vertical- En diferentes periodos el repertorio del filin encontró un espacio importante en cuartetos tan famosos como los de: Orlando de la Rosa, D'Aida, Carlos Faxas, Felipe Dulzaides, Meme Solís, Los Modernistas, Los Bucaneros, Del Rey, Los Cuatro y otros; posteriormente le siguieron los cuartetos, Génesis, Tema IV, Armonía IV y Gema IV. Aunque en Cuba la actividad del cuarteto no desapareció, se mantuvo, sin embargo, en la década de los setenta con una promoción muy baja en los medios masivos de difusión, lo cual condujo a una disminución en la presencia de estos ensambles vocales en la práctica musical, limitada casi únicamente a los shows de algunos cabarets y pocos clubes nocturnos. En la actualidad  hay un renacimiento de estos conjuntos, entre los cuales sobresalen: el excelente cuarteto femenino Síntesis, el cuarteto mixto Voces Negras y el cuarteto masculino Voces Latinas.
El filin que –como hemos expresado- surge en el contexto de una peña musical-literaria en un sitio conocido como Callejón de Hammel, fue expandiendo su influencia y se convirtió posteriormente en todo un movimiento artístico. Entre los iniciadores de este movimiento aparecen los compositores José Antonio Méndez, César Portillo de la Luz, Luís Yáñez, que conjuntamente con Rolando Gómez hiciera un binomio autoral (Oh, vida, Me miras tiernamente), Jorge Mazón (Tú mi rosa azul, Abstraídamente), Niño Rivera (El Jamaiquino), Rosendo Ruiz Quevedo (Ya no te puedo amar, Hasta mañana vida mía), Ñico Rojas (Mi ayer, Sé consciente), Jorge Zamora (Derroche de felicidad),  Armando Peñalver (Si me dices que sí) y Ángel Díaz (Rosa mustia); participan cantantes como Elena Burke, Moraima Secada y Omara Portuondo. También brinda su apoyo un excelente pianista: Frank Emilio Flynn. Más tarde, con el desarrollo y consolidación del filin, otros creadores e intérpretes lo cultivaron y aportaron nuevas obras y estilos que han dejado una profunda huella en la evolución de esta modalidad. Entre los compositores que debemos mencionar por su trascendencia están: Tania Castellanos (En nosotros), Frank Domínguez (Tú me acostumbraste, Imágenes) Marta Valdés (No te empeñes, Tú no sospechas),  Juan Pablo Miranda (Mil congojas, Qué difícil, Algo de ti, el binomio autoral Giraldo Piloto y Alberto Vera (Añorado encuentro, Fidelidad, Tu verdad), Armando Guerrero (Todo aquel ayer), Pedro Vega (Hoy como ayer), Rey Díaz Calvet (Me gustas), Ernesto Duarte (Cómo fue, Ven aquí a la realidad), Juanito Márquez (Alma con alma, Como un milagro), René Touzet (La noche de anoche), Fernando Mulens (Aquí de pie), Adolfo Guzmán (No puedo ser feliz, Profecía, Libre de pecado), Ela O´Farrill (Adiós felicidad), Urbano Gómez Montiel (Canta lo sentimental), Meme Solís (Qué infelicidad), Felito Molina (Cariño ven), y otros autores. El filin también tuvo su continuidad interpretativa en cantantes muy destacados y de gran popularidad, entre ellos: Vicentico Valdés, Benny Moré – que en su amplio repertorio abordó varios boleros de estilo filin-, la inolvidable Freddy,  el destacadísimo Miguel de Gonzalo, Pacho Alonso, Fernando Álvarez, Marta Justiniani, Ela Calvo, Doris de la Torre, Luis García, Amado Borcelá Guapachá, Gina León, y muchos más. Posteriormente, nuevas generaciones de cantantes lo incluirían como parte de su amplio y multiestilístico repertorio, se trata de Mundito González, Beatriz Márquez, Miriam Ramos, Luis Téllez, Anaís Abreu, Argelia Fragoso, Raquel Hernández, Osdalgia Lesmes y Leo Montesinos. Pablo Milanés, uno de los iniciadores y máximos creadores de la nueva canción cubana, que se agrupó en el denominado Movimiento de la Nueva Trova, es también un cultivador del filin, no solo como autor, sino además como excelente vocalista. El investigador Leonardo Acosta ha dicho que “Hasta cierto punto, puede considerarse a Pablo Milanés como el vínculo entre dos generaciones de trovadores: la de los creadores del feeling, encabezada por César Portillo de la Luz y José Antonio Méndez, y la que luego integraría la Nueva Trova”. El bolero Tú, mi desengaño, de Pablo, da fe de esta definición.
Es importante consignar que en el periodo anterior a la década del sesenta, el comercio masivo de la música, por imperativos indiscriminados del mercado excluyó -en ocasiones- expresiones musicales e intérpretes que no consideraban “vendibles”, entre ellas el filin. Sin embargo, los valores musicales implícitos en esta modalidad fueron asumidos por algunas agrupaciones famosas de diferentes formatos instrumentales característicos de la música bailable, principalmente en los de tipo conjunto y jazz band. Varios cantantes que cultivaron el estilo filin, y otros menos definidos, incluyeron en su repertorio –con el acompañamiento de los formatos ya señalados-  obras antológicas de los autores del filin; son conocidas las interpretaciones de: Vicentico Valdés con variadas orquestaciones, Benny Moré con su Banda Gigante, Tito Gómez con la Orquesta Riverside, Pacho Alonso con Los Bocucos, el famoso Conjunto Casino, con las versiones en diferentes momentos, de Roberto Faz, Fernando Álvarez y otros solistas. También, ensambles de otros formatos como la charanga incorporaron obras del filin, como es el caso de la Orquesta Aragón. Con la incursión en la música bailable, el filin no pudo escapar a la atracción de algunos géneros característicos de esa música. Existen obras de tipo rítmico, de autores muy conocidos, entre ellas: Y decídete mi amor, Cemento, ladrillo y arena, de José Antonio Méndez; Son al son, de César Portillo de la Luz; la ya mencionada El Jamaiquino, de Niño Rivera; Rarezas del siglo, de Bebo Valdés; y las instrumentales Sherezada, de Giraldo Piloto; Tony y Jesusito y Guajira a mi madre, de Ñico Rojas. Aquí observamos la fusión del filin con géneros diversos, tales como: el son, la guajira, el mambo y el cha cha chá. Así aparecía esta modalidad en un nuevo ámbito que se desmarcaba de la presentación más pura, digamos trovadoresca. Era esta una manera de penetrar en las reglas de juego del mercado con una  música que, en el concepto superficial de las compañías disqueras, se consideraba muy intelectual para su comercialización.          
En periodo tan difícil, algunos compositores e intérpretes tuvieron que emigrar a otros países, a fin de encontrar ámbitos más propicios para proyectar su arte; el cantante Pepe Reyes, viajó a Colombia, posteriormente a Venezuela y finalmente se estableció en Suramérica. César y José Antonio viajaron a México. A ello hay que sumar la desfavorable situación política de los cincuenta, con un estado casi permanente de  sitio en las ciudades como resultado de la guerra civil, con incidencia en la inestabilidad y peligrosidad, cuya repercusión violenta llegó en ocasiones  a algunos centros nocturnos de recreación, como fue el atentado a un conocido alto jerarca de la policía, en el famoso Cabaret Monmartre.

## Filin en México
En México tiene lugar la confrontación artística, profesional y fraternal entre los compositores cubanos del filin y sus colegas mexicanos, produciéndose una estrecha relación musical e intercambios en sus estéticas de creación. Sobre todo, se establece la profunda amistad, de César Portillo de la Luz y José Antonio Méndez con Mario Ruiz Armengol,  Vicente Garrido y otros compositores e intérpretes, que habiendo comenzado en la Ciudad de México de los años cincuenta, tuvo su continuidad en la participación en eventos del bolero y visitas de trabajo que posteriormente hicieron -en diferentes ocasiones a ese país- los dos autores cubanos; y se reiteró, a partir de los ochenta, con la presencia en La Habana de Mario Ruiz Armengol -en junio de 1988- y de Vicente Garrido  -en más de 5 veces-, ambos con motivo de sus presentaciones artísticas en el conocido Festival Internacional Boleros de Oro, que se realiza en Cuba anualmente desde 1987 y en el cual han participado, también, intérpretes mexicanos cuya amistad con los ya mencionados compositores cubanos venía de los años cincuenta, entre otros el fallecido cantante Fernando Fernández que realizó su última visita a La Habana en junio de 1989 y la cantante Amparo Montes. Esa necesidad artística y existencial de los  músicos filinistas cubanos  de residir temporal o permanentemente en tierra mexicana continuó en los noventa con las actuaciones de la destacada cantante Elena Burke en Ciudad México y el compositor Frank Domínguez, quien desde hace más de una década fijó su residencia en Mérida, Yucatán. De esta interrelación, que viene de décadas, surgió en los cincuenta cierta influencia del filin en varios compositores mexicanos, como son los casos de los ya mencionados Mario Ruiz Armengol y Vicente Garrido, pero también Álvaro Carrillo, Luís Demetrio, Roberto Cantoral, Miguel Pous, Miguel Prado, Julio Cobos, Gonzalo Curiel, Rubén Fuentes, José Sabre Marroquín, María Grever y Armando Manzanero. Sobre este aspecto el investigador colombiano Hernán Restrepo Duque escribió: “…tengo la impresión de que México no ha calibrado bien los atributos de este genio de la composición (se refiere a Vicente Garrido) que en Cuba respetan como uno de los iniciadores del género filin, porque su música es de avanzada, para espíritus exquisitos”.
Por otra parte, el también colombiano Orlando Mora plantea: “Todavía no se dice lo suficiente de un compositor como Armando Manzanero. Su importancia…dentro de la evolución de la canción romántica de América es considerable: con él se marca el paso del Feeling y de la composición de los años cincuenta a lo que fue la música de la década siguiente.
“Luego de Vicente Garrido Y Álvaro Carrillo –los dos grandes de México, ubicados definitivamente en la línea del bolero-,  le correspondió a Manzanero el desafío de mantener lo romántico dentro de las exigencias de los nuevos tiempos”.
Personalmente tuve la oportunidad de conversar en La Habana con Ruiz Armengol, durante el Encuentro que organizamos en la sede de la Unión de Escritores y Artistas de Cuba, en ocasión del II Festival Boleros de Oro. Allí Don Mario me expresó su admiración por la formulación armónica tan peculiar del acompañamiento de César en la guitarra, gracias a sus largos dedos; también tuvo palabras de elogio para Ñico Rojas, presente en el Encuentro, los tres tocaron. Con Vicente Garrido pude intercambiar en  ocasión de las distintas visitas que hizo a Cuba, en una de ellas me obsequió su libro Tonadas y quimeras, con su autógrafo en la primera página me escribió: 
“Para mi querido y recordado amigo José Loyola F. con mis disculpas por haber permitido usar de epígrafe en el capítulo “El bolero moderno”, la exacta definición del filin que hizo en su libro “En ritmo de bolero”.
Con un saludo afectuoso y mis mejores deseos.
Vicente Garrido  Dic. 2001” 
Puede decirse, que también la influencia del filin se extendió a compositores de otros países del ámbito latinoamericano.
Aunque esta corriente de la canción cubana tiene su eclosión en la década de los años cuarenta, la época de su total consagración y expansión tiene lugar en los cincuenta cuando, en México, varios cantantes famosos lo integraron a su repertorio, sobre todo el chileno Lucho Gatica, cuyas interpretaciones se extendieron por toda América. En Cuba, el verdadero boom tiene lugar a  principios de los sesenta, coincidente con un nuevo enfoque de abordar y apoyar las más relevantes y auténticas manifestaciones de la cultura cubana. La vida musical nocturna de La Habana incorporó a sus espectáculos: cantautores, cantantes,  instrumentistas y agrupaciones vocales e instrumentales que interpretaban obras de la canción moderna de ese momento. En cada centro de recreación nocturna, de la gran cantidad que proliferaba en la metrópoli habanera, se presentaba un cantautor acompañándose de su instrumento armónico, ya fuese guitarra o piano, o bien podía encontrarse un cantante acompañado de un guitarrista o un pianista o de un pequeño ensamble instrumental –que entonces en Cuba se le denominaba combo-. Los cuartetos de voces reforzaron su repertorio con boleros y otros géneros rítmicos con influencia del filin, para estos conjuntos vocales representaban una gran atracción de modernidad las armonizaciones y el nuevo enfoque melódico. Asimismo, otras agrupaciones de formato vocal, muy enraizadas en la tradición musical cubana  como los tríos, atraídos por la magia encantadora de la nueva sonoridad de similares conjuntos mexicanos de voces, tales como Los Tres Caballeros y Los Tres Ases, que rompieron con la manera anterior de armonizar en agrupaciones de este tipo. Todo este conjunto de elementos diversos contribuyó a impulsar esta corriente musical y convertirla en todo un movimiento que de la capital cubana se extendió al resto del país. En épocas posteriores, como consecuencia de la presencia de la canción en los grandes escenarios y espectáculos de los festivales de música, las obras del filin aparecieron en el contexto de los formatos orquestales sinfónicos, lo cual les otorga el glamour de sonoridades instrumentales más densas y de una receptividad auditiva más impactante. 
Por otra parte, el filin generó un tipo de comportamiento social que partiendo inicialmente de los músicos se trasladó a otros artistas y a la juventud en general, se convirtió en una moda: cantar con filin, tener filin para hablar, bailar, vestirse, caminar, enamorar y otras innumerables acciones, inventadas o identificadas  por el imaginario popular, contribuyendo así a la consolidación general del movimiento filin al producirse la simbiosis de elementos estéticos y psicosociales. 